# Lilac Wine
Lilac Wine est une chanson écrite et composée par James Shelton en 1950. Elle est interprétée pour la première fois par Hope Foye dans l’éphémère revue musicale Dance Me a Song.
Elle est ensuite enregistrée par :
- la diva Eartha Kitt (1953),
- Helen Merrill en 1955,
- Judy Henske sur son premier album (1963),
- Nina Simone sur l’album Wild Is The Wind (1966),
- Elkie Brooks en 1978. Sur son album Pearls, qui en fait un hit (1981),
- Jeff Buckley sur son premier album Grace (1994),
- Mark Murphy sur l'album Shadows, collection d'inédits (1996), sorti en 2014 sur le label TCB
- Katie Melua, également sur son premier album  Call Off the Search (2003).
- The Walkabouts, sur l'album Slow days with Nina (en hommage à Nina Simone, 2003).
- Brad Mehldau, sur l'album Live in Marciac (concert enregistré en 2006).
- Jeff Beck  sur l'album Emotion and Commotion (2010) chantée par Imelda May.
- The Cinematic Orchestra pour la compilation réalisée par Dr. Martens pour les 50 ans de l'entreprise (2010).
- Fanny Ardant avec le quatuor à cordes Quatuor Ébène sur leur album Fiction[1] (2011).
- Camille en 2014.
- Ana Moura, fadiste de renom au Portugal, sur l'album "Moura" en 2015.
- Beñat Achiary, en 2007 sur son album Avril[2].
- Chris Connor, chanteuse de jazz américaine, en 1959 sur l'album Chris Connor Sings Ballads of the Sad Café[3].
- Dave Gahan & Soulsavers, en 2021 sur l'album Imposter

Elle a également été interprétée en public par :
- Sarah Slean en 1997[4].
- Miley Cyrus en 2012.

La chanson a été utilisée sur la bande originale du film Ne le dis à personne, de Guillaume Canet lors de la scène d'incinération.
Les seuls artistes à avoir eu un succès avec cette chanson sont la chanteuse Elkie Brooks en 1978, au Royaume-Uni où la chanson lui reste étroitement associée, et le chanteur Jeff Buckley en 1994.

## Paroles
Les paroles décrivent l’état d’esprit d’une personne amoureuse, « hypnotisée par cette joie étrange ». Le personnage se souvient d’une période où il était amoureux en buvant du vin de lilas ("lilac wine"), qu’il (ou elle) avait fait à l’époque.